# Освальд Семереньї
Освальд Джон Луїс Семереньї (англ. Oswald John Louis Szemerényi, угор. Szemerényi Oszvald János Lajos, 7 вересня 1913, Лондон — 29 грудня 1996 , Фрайбург) — угорський і британський мовознавець, фахівець з компаративістики (порівняльного мовознавства). Працював у галузі індоєвропеїстики, досліджував індоіранські мови. Важливим внеском були його дослідження фонетичних законів прамови, праці з ларингальной теорії.

## Біографія
Семереньї здобув вищу освіту в Угорщині та навчався в Гейдельберзькому і Берлінському університетах. На його погляди вплинув угорський лінгвіст Дьюла Лазіціуш. У 1942 році був призначений викладачем грецької мови в Будапештський університет. У 1944 році захистив дисертацію з балтослов'янських мов, а в 1947 році був призначений професором порівняльного мовознавства. Семереньї повернувся до Великої Британії в 1948 році, де пропрацював в Бедфордской коледжі до 1960 року. У 1965—1981 роках був професором Фрайбурзького університету, де заснував Фрайбурзький лінгвістичний гурток.

## Вибрана бібліографія
- 1960 Studies in the Indo-European System of Numerals, Heidelberg
- 1964 Syncope in Greek and Indo-European and the Nature of Indo-European Accent, Napoli
- 1970 Einführung in die vergleichende Sprachwissenschaft, Darmstadt
  - 1989 3., Vollständig neu bearbeitete Auflage
  - 1996 Introduction to Indo-European Linguistics, Oxford
- Richtungen der modernen Sprachwissenschaft
  - 1971 Teil I: Von Saussure bis Bloomfield, 1916—1950, Heidelberg
  - 1982 Teil II: Die fünfziger Jahre, 1950—1960, Heidelberg
- 1972 Comparative Linguistics(Current Trends of Linguistics)
- 1977 Studies in the Kinship Terminology of the Indo-European Languages, Leiden
- 1980 Four Old Iranian Ethnic Names: Scythian — Skudra — Sogdian — Saka, Vienna
- Scripta Minora: selected essays in Indo-European, Greek, and Latin, edited by Patrick Considine and James T. Hooker, Innsbruck,
  - 1987 Vol. I: Indo-European
  - 1987 Vol. II: Latin
  - 1987 Vol. III: Greek
  - 1991 Vol. IV: Indo-European Languages other than Latin and Greek(1991)
- 1989 An den Quellen des lateinischen Wortschatzes, Innsbruck